# 斯塔夫科韋 (別列佐夫卡區)
47°10′57″N 30°38′18″E / 47.18250°N 30.63833°E

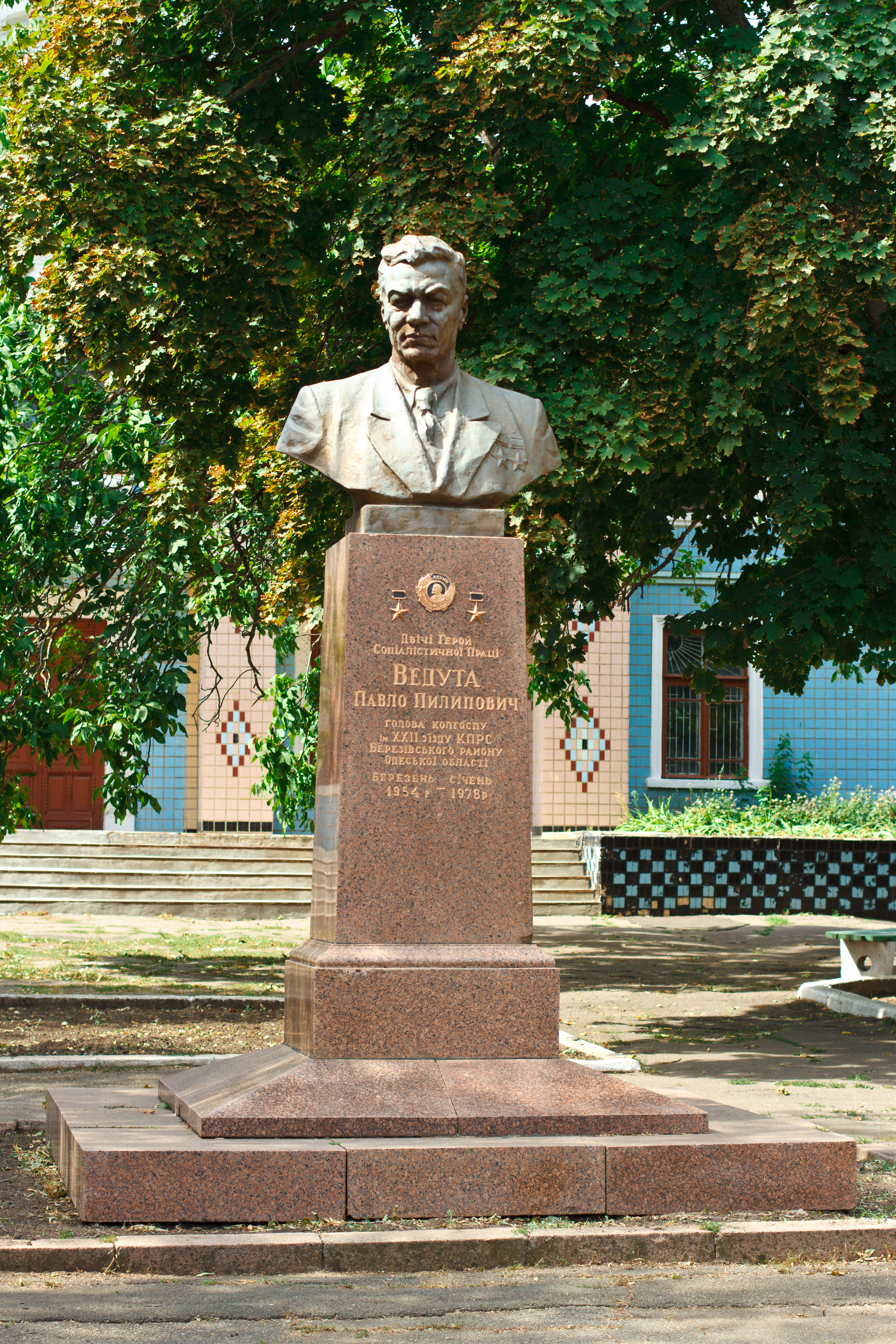

斯塔夫科韋（烏克蘭語：Ставкове）是位於烏克蘭西南部的村莊，由敖德萨州贝雷济夫卡区的羅茲克維特市鎮負責管轄。該村始建於十九世紀，面積3.64平方公里，2001年人口1,025，人口密度每平方公里3.64人。